# Luisa Isabela z Kirchbergu
Luisa Isabela z Kirchbergu (19. dubna 1772, Hachenburg – 6. ledna 1827, Vídeň) byla hraběnka sňatkem s Fridrichem Vilémem Nasavsko-Weilburským nasavsko-weilburskou kněžnou.

## Manželství a rodina
Luisa se narodila 19. dubna 1775 v Hachenburgu. Jejím rodiči byli Vilém Jiří ze Sayn-Hachenburgu a Isabela Augusta, rozená Reussová z Greize.
Dne 31. července 1788 v Hachenburgu provdala za Fridricha Viléma Nasavsko-Weilburského, syna Karla Kristiána Nasavsko-Weilburského a jeho manželky, Karolíny Oranžsko-Nasavské. Karel Kristián 28. listopadu 1788 zemřel a Fridrich Vilém se stal knížetem.
Luisa Isabela měla s Fridrichem Vilémem několik dětí:
- Vilém (14. června 1792 – 20. srpna 1839), nasavský vévoda od roku 1816 až do své smrti
⚭ 1813 Luisa Sasko-Hildburghausenská (28. ledna 1794 – 6. dubna 1825)
⚭ 1829 Pavlína Württemberská (25. února 1810 – 7. července 1856)
- Augusta Luisa Vilemína (5. ledna 1794 – 11. dubna 1796)
- Jindřiška (30. října 1797 – 29. prosince 1829), ⚭ 1815 Karel Ludvík Rakousko-Těšínský (5. září 1771 – 30. dubna 1847), rakouský arcivévoda, kníže těšínský
- Fridrich Vilém (15. prosince 1799 – 6. ledna 1864), ⚭ 1840 Anna Ritter Edle von Vallyemare (21. června 1802 – 19. července 1864)

## Tituly a oslovení
- 19. dubna 1772 – 28. listopadu 1788: Její Jasnost Luisa Isabela, hraběnka ze Sayn-Hachenburg, purkraběnka z Kirchbergu
- 28. listopadu 1788 – 9. ledna 1816: Její Jasnost nasavsko-weilburská kněžna, hraběnka ze Sayn-Hachenburg, purkraběnka z Kirchbergu
- 9. ledna 1816 – 6. ledna 1827: Její Jasnost nasavsko-weilburská kněžna vdova, hraběnka ze Sayn-Hachenburg, purkraběnka z Kirchbergu